# 鈴木俊光
鈴木 俊光（すずき としみつ、1946年（昭和21年）10月22日 - ）は、TBC東北放送の元・アナウンサー。

## 人物・経歴
- 北海道旭川市生まれ[1]。北海道旭川西高等学校、日本大学文理学部社会学科卒[1]。
- 1970年（昭和45年）4月にRSK山陽放送へ入社（同期に現・RSKホールディングス代表取締役会長の原憲一）。1971年（昭和46年）10月にTBC東北放送へ移籍。
- アナウンス部長、制作総務、監理室長を経て、2007年（平成19年）3月をもって定年退職。その後はラジオを中心にニュース等の担当は続ける。
- 2016年（平成28年）10月6日より、ラジオ3の番組「川柳575便」の2代目司会者を担当する。
- 趣味は写真、ビデオカメラ、日曜大工。
- 元・長崎放送（NBC）アナウンサーで東日本放送（KHB）ディレクターの鈴木裕士は息子にあたる。

## 現在の出演番組

### ラジオ
- めざましラジオ　～5時です　朝いちばん～（月曜日 ～ 水曜日　05:00 ～ 05:15　　2020年3月までは月曜日 ～ 金曜日、05:00 ～ 05:10）
- 河北新報ニュース（ラジオ）( 2022年4月～、～2020年3月)
- 川柳575便（ラジオ3）

## 過去の出演番組

### ラジオ
- ビクターミュージックホリデイ
- スタジオ緑屋セブン[1]
- エンドーミュージックショーウインドー
- AMO東北ヒットパレード
- ヤングミュージックナイト
- としみつ一世3時間
- ウイークエンドワイドNOWNOWNOW[1]
- 希望音楽会[1]
- TBCミュージックレーダー
- モーニングワイドおはよう
- 今日も朝からいい気分
- 平成ワイド だから大好き純情サタデー
- 東北新幹線大宮開業特番
- 仙台地下鉄開業特番
- 鈴木俊光Goodモーニング
- NOW（いま）も現役！大人のラジオ
- TBCニューストゥデイ

### テレビ
- クイズみやぎ東西南北
- オールドパワー芸能合戦
- 全国自治宝くじ抽選会
- 「ザ・ベストテン」追っかけマン[1]
- 東北新幹線上野開業特番キャスター
- ニュースの森 TBCキャスター

## エピソード
- サラリーマン川柳で何度も全国優秀100句に選ばれており、最高は全国5位（2004年（平成16年））。
- 2011年（平成23年）3月11日 『ロジャー大葉のラジオな気分』を放送中（ニッポン放送発『ミュージックスクランブル』を放送）の14時46分に東日本大震災が発生。鈴木が発生直後に情報センターから割り込み、地震の模様を伝えた。[2]